# العقوبات المفروضة على إيران

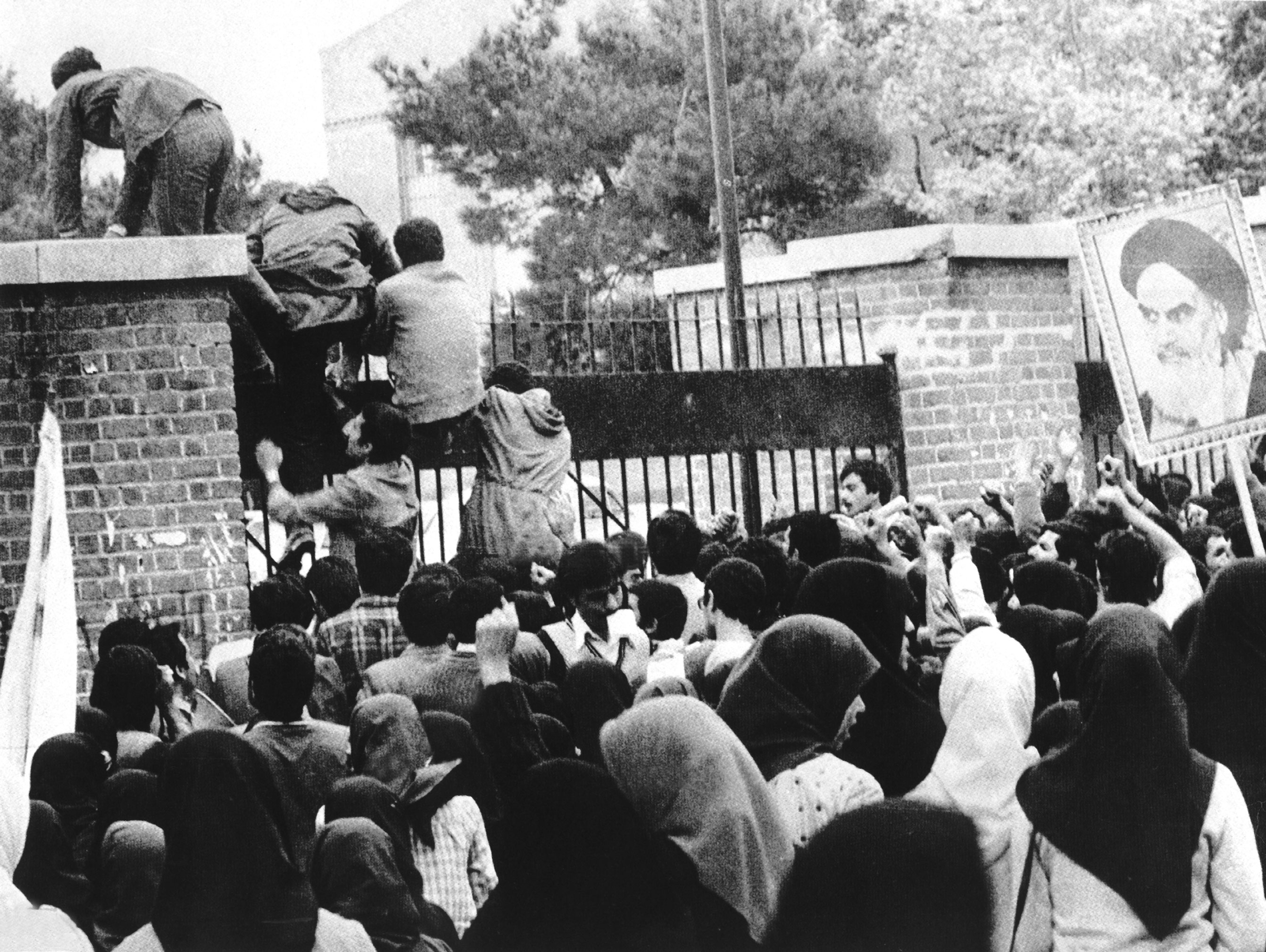

فرضت عدة دول عددًا من العقوبات على إيران، لا سيما الولايات المتحدة والكيانات الدولية. فرضت الولايات المتحدة أول عقوبة على إيران في نوفمبر 1979 بعد أن استولت مجموعة من الطلاب الراديكاليين على السفارة الأمريكية في طهران واتخذوا من فيها رهائن. شملت العقوبات المفروضة بموجب الأمر التنفيذي رقم 12170 تجميد ما يقرب من 12 مليار دولار من الأصول الإيرانية، منها ودائع بنكية وذهب وعدة ممتلكات أخرى، وفرض حظر اقتصادي. رُفعت تلك العقوبات في يناير 1981 بعد التوقيع على اتفاقية الجزائر التي ساومت فيها الولايات المتحدة على تحرير الرهائن.
فرضت الولايات المتحدة العقوبات الثانية على إيران في عهد الرئيس رونالد ريغان عام 1987 بسبب أفعال إيران في الفترة 1981–1987 ضد الولايات المتحدة والدول المطلة على الخليج العربي، ودعمها للإرهاب. اشتدت تلك العقوبات في عام 1995 لتشمل المؤسسات التي تتعامل مع الحكومة الإيرانية.
فُرضت العقوبات الثالثة في ديسمبر 2006 بناءً على قرار مجلس الأمن التابع للأمم المتحدة رقم 1737 بعد أن رفضت إيران أن تمتثل لقرار المجلس رقم 1696 الذي طالبها بوقف برنامج تخصيب اليورانيوم. استهدفت عقوبات الولايات المتحدة في بداية الأمر استثمارات النفط والغاز والبتروكيمياويات، وصادرات منتجات النفط المكرر، وصفقات العمل مع الحرس الثوري الإيراني. شملت تلك العقوبات قيودًا على المعاملات البنكية والتأمينات (بما يشمل البنك المركزي الإيراني)، والشحن، وخدمات استضافة مواقع الويب للأغراض التجارية، وخدمات تسجيل اسم النطاق. مددت قرارات المجلس اللاحقة تلك العقوبات.
تكبد الاقتصاد الإيراني خسائر فادحة على مدار السنين بسبب تلك العقوبات. قادت الولايات المتحدة الجهود الدولية لاستعمال العقوبات في التأثير على سياسات إيران منذ عام 1979، بما في ذلك برنامج إيران لتخصيب اليورانيوم الذي تخشى الحكومات الغربية من أن يكون هدفه تطوير قدرة إيران على إنتاج أسلحة نووية. زعمت إيران أن برنامجها مُخصص للأغراض المدنية السلمية فقط مثل إنتاج الكهرباء والأغراض الطبية.
احتج أعضاء مجلس الشيوخ الأمريكي بتباطؤ المفاوضات النووية بين إيران والحكومات الغربية وفشلها في إحراز أي تقدم لفرض عقوبات اقتصادية جديدة على إيران. وفي 2 أبريل 2015، توصلت مجموعة 5+1 إلى اتفاق مبدئي مع إيران على إطار عمل يهدف في نهاية المطاف إلى رفع جميع العقوبات عن إيران في مقابل فرض قيود على برامج إيران النووية الممتدة لعشرة أعوام على الأقل. اُعتمدت الاتفاقية النهائية المعروفة بخطة العمل الشاملة المشتركة في 18 أكتوبر 2015. ونتيجة لذلك رُفعت عقوبات الأمم المتحدة عن إيران في 16 يناير 2016.
في 8 مايو 2018، أعلن الرئيس الأمريكي دونالد ترامب أن الولايات المتحدة سوف تنسحب من الاتفاق النووي مع إيران. وفي أعقاب ذلك، نفذ الاتحاد الأوروبي تشريعًا مُحدثًا في 7 أغسطس 2018 لإبطال تأثير العقوبات الأمريكية على الدول التي تتعامل مع إيران. وفي سبتمبر 2019 أعلنت الولايات المتحدة عن نيتها فرض عقوبات على أي دولة تتعامل مع إيران أو تشتري منها نفطًا. وفي ذات الشهر أيضًا، قال ترامب أنه أمر وزارة الخزانة بتشديد العقوبات على إيران، وذلك ردًا على هجوم إيراني مشتبه فيه على مرافق النفط السعودية الرئيسية. استهدفت تلك العقوبات الجديدة البنوك المحلية الإيرانية. وقال أحد كبار موظفي إدارة ترامب أن العقوبات الجديدة تستهدف الأصول المالية لدوائر المرشد الأعلى للدولة الإيرانية. ورغم ذلك أفادت جريدة نيويورك تايمز بأن طهران أنكرت تورطها في الهجمات التي استهدفت مرافق النفط السعودية.
في 21 فبراير 2020، وُضعت إيران على القائمة السوداء الخاصة بمجموعة العمل المالي. وفي 14 أغسطس 2020 رفض مجلس الأمن قرار الولايات المتحدة المُقترح لتمديد حظر بيع الأسلحة لإيران. إذ أنه وفقًا للبنود التي وافقت عليها الأمم المتحدة في الاتفاق النووي مع إيران عام 2015، تنتهي فترة حظر بيع الأسلحة لإيران في 18 أكتوبر 2020، وبعد انتهاء تلك المدة يُسمح لإيران بشراء الأسلحة الأجنبية وفقًا لمتطلباتها الدفاعية.
حاولت إيران تشجيع السياحة لديها بعد فرض الولايات المتحدة عقوبات على الأشخاص الذين زاروا إيران انطلاقًا من عام 2011 بالتوقف عن إلحاق تأشيرة دخول الأجانب مع جوازات السفر ووضع الأختام على جوازات السفر. وفي نوفمبر 2018 امتنعت إيران من جديد عن وضع الأختام على جوازات سفر السياح الأجانب، وتوقفت عن وضع ملصقات تأشيرة الدخول في جوازات السفر.
في أغسطس 2020، حاولت إدارة ترامب تمديد حظر بيع الأسلحة لإيران ولكن بلا جدوى. ولذا حاولت الولايات المتحدة فرض العقوبات الجزائية المنصوص عليها في الاتفاق النووي بمفردها رغم انسحابها من هذا الاتفاق في عام 2018. أثارت تلك المناورة الشكوك والقلق من حلفاء الولايات المتحدة، وحذر الخبراء من أنها قد تؤدي إلى فسخ الاتفاقية. قال مندوب وزارة الدفاع في الشرق الأوسط السابق ميك مولروي أن انسحاب الولايات المتحدة من خطة العمل الشاملة المشتركة أدى إلى «إقصاء العديد من حلفائنا وشركائنا – أولئك الذين نحتاجهم لمكافحة أنشطة إيران الخبيثة ومنعها من الحصول على أسلحة نووية إلى الأبد».
في 25 أغسطس، تصدت الأمم المتحدة لجهود الولايات المتحدة لفرض العقوبات الجزائية على إيران، إذ صرح مجلس الأمن أنه لا يمكنهم المضي في تنفيذ تلك المناورة. صرح رئيس مجلس الأمن وسفير إندونيسيا في الأمم المتحدة ديان تيرانسيا دجاني قائلًا أن وضعه لا يسمح له باتخاذ أي إجراءات أخرى بشأن طلب الولايات المتحدة، مستشهدًا بعدم إجماع مجلس الأمن على إستراتيجية الولايات المتحدة.
في 20 سبتمبر، أكدت الولايات المتحدة أن عقوبات الأمم المتحدة على إيران عادت إلى ما كانت عليه، وهو ما نفته إيران ومعظم أعضاء المجتمع الدولي. وفي اليوم التالي فرض الرئيس ترامب عقوبات جديدة كاسحة على إيران لكبح تهديدات طهران باستخدام القذائف والأسلحة التقليدية والنووية. وفي 8 أكتوبر 2020 فرضت الولايات المتحدة عقوبات جديدة على قطاع إيران المالي تستهدف 18 بنكًا إيرانيًا.

## عقوبات الولايات المتحدة منذ 1984
في ذات الوقت الذي احتدمت فيه حرب العراق مع إيران التي اندلعت في سبتمر 1980، حظرت عقوبات الولايات المتحدة بيع الأسلحة ومساعدات الولايات المتحدة لإيران.
في عام 1995، ردًا على برنامج إيران النووي ودعم إيران للجماعات الإرهابية مثل حزب الله وحماس وحركة الجهاد الإسلامي في فلسطين، أصدر الرئيس بيل كلينتون عدة أوامر تنفيذية متعلقة بإيران. منها الأمر التنفيذي رقم 12957 في 15 مارس 1995 الذي حظر الاستثمارات الأمريكية في قطاع الطاقة الإيراني، والأمر التنفيذي رقم 12959 في 6 مايو 1995 الذي حظر التجارة مع إيران والاستثمارات الأمريكية على أرضها.
وقعت الولايات المتحدة على قانون العقوبات على إيران وليبيا في 5 أغسطس 1996 الذي تحول إلى قانون العقوبات على إيران فقط بعد رفع العقوبات عن ليبيا عام 2006. وفي 31 يوليو 2013 صوت أعضاء مجلس النواب الأمريكي لصالح تشديد العقوبات على إيران بواقع 400 صوت مع في مقال 20 صوت ضد.